# Unité urbaine d'Annœullin
L'unité urbaine d'Annœullin est une unité urbaine française centrée sur la commune d'Annœullin, dans le département du Nord en région Hauts-de-France.

## Données générales
Dans le zonage réalisé par l'Insee en 2010, l'unité urbaine était composée de deux communes.
Dans le nouveau zonage réalisé en 2020, elle est composée des deux mêmes communes.
En 2022, avec 14 436 habitants, elle représente la 14e unité urbaine du département du Nord.
En 2021, sa densité de population s'élève à 983 hab/km2. Par sa superficie, elle représente 0,25 % du territoire départemental et, par sa population, elle regroupe 0,55 % de la population du département du Nord.

## Composition 2020 de l'unité urbaine
Elle est composée des deux communes suivantes :
| Nom                      | Code Insee | Département | Statut       | Superficie (km2) | Population (dernière pop. légale) | Densité (hab./km2) | Modifier                                    |
| ------------------------ | ---------- | ----------- | ------------ | ---------------- | --------------------------------- | ------------------ | ------------------------------------------- |
| Annœullin (ville-centre) | 59011      | Nord        | ville-centre | 9,01             | 10 887 (2022)                     | 1 208              | modifier les données · modifier les données |
| Allennes-les-Marais      | 59005      | Nord        | banlieue     | 5,55             | 3 549 (2022)                      | 639                | modifier les données · modifier les données |

## Évolution démographique
| 1968  | 1975  | 1982  | 1990   | 1999   | 2009   | 2014   | 2020   |
| ----- | ----- | ----- | ------ | ------ | ------ | ------ | ------ |
| 8 156 | 8 020 | 9 640 | 11 560 | 12 953 | 13 101 | 13 742 | 14 347 |

#### Données générales
- Unité urbaine en France
- Aire d'attraction d'une ville
- Liste des unités urbaines de France

#### Données démographiques en rapport avec l'unité urbaine d'Annœullin
- Aire d'attraction de Lille (partie française)
- Arrondissement de Lille

#### Données démographiques en rapport avec le Nord
- Démographie du Nord